# Saint-Laurent-Nouan
Saint-Laurent-Nouan település Franciaországban, Loir-et-Cher megyében. Lakosainak száma 4249 fő (2022. január 1.). Saint-Laurent-Nouan Lestiou, Beaugency, Lailly-en-Val, Ligny-le-Ribault, Tavers, Avaray, Chambord, Courbouzon, Crouy-sur-Cosson, La Ferté-Saint-Cyr, Muides-sur-Loire és Thoury községekkel határos.

## Népesség
A település népessége az elmúlt években az alábbi módon változott:
| Lakosok száma | 4289 | 4324 | 4433 | 4357 | 4352 | 4337 | 4299 | 4274 | 4249 |
|               | 2013 | 2015 | 2016 | 2017 | 2018 | 2019 | 2020 | 2021 | 2022 |